# Стрелітція велична
Стрелі́тція (або стрелі́ція) ве́лична (Strelitzia alba) — отруйна багаторічна рослина родини стрелітцієвих, також відома під назвами ра́йська пта́шка, журавли́на кві́тка. Ендемік Південної Африки. Декоративна культура відкритого та захищеного ґрунту.

## Назва
Вид вперше описав у 1782 році Карл Лінней молодший під назвою «геліконія біла» (Heliconia alba). У 1792 році Карл Петер Тунберг відніс його до роду стрелітція під назвою стрелітція велична (Strelitzia augusta), яка вказувала на великий розмір цих рослин в порівнянні з іншими представниками роду. Наразі ця назва застосовується як синонімічна. З 1912 року основною вважається назва Strelitzia alba (в перекладі «стрелітція біла»), яка вказує на білий колір пелюсток цього виду — типову ознаку, яка дозволяє безпомилково відрізнити стрелітцію величну від дуже схожих на неї Strelitzia caudata та Strelitzia nicolai.

## Опис

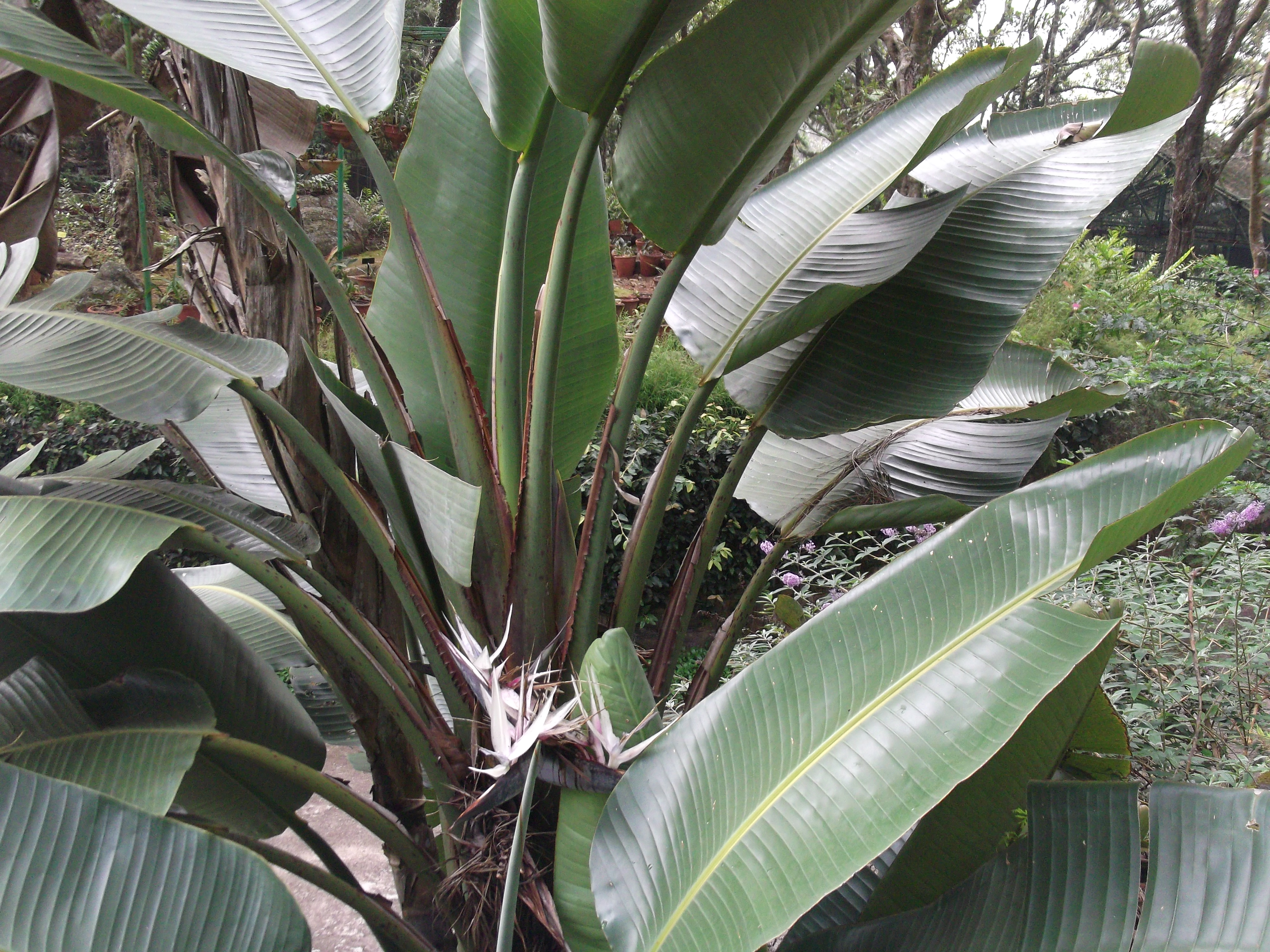
Листя і суцвіття загальним планом

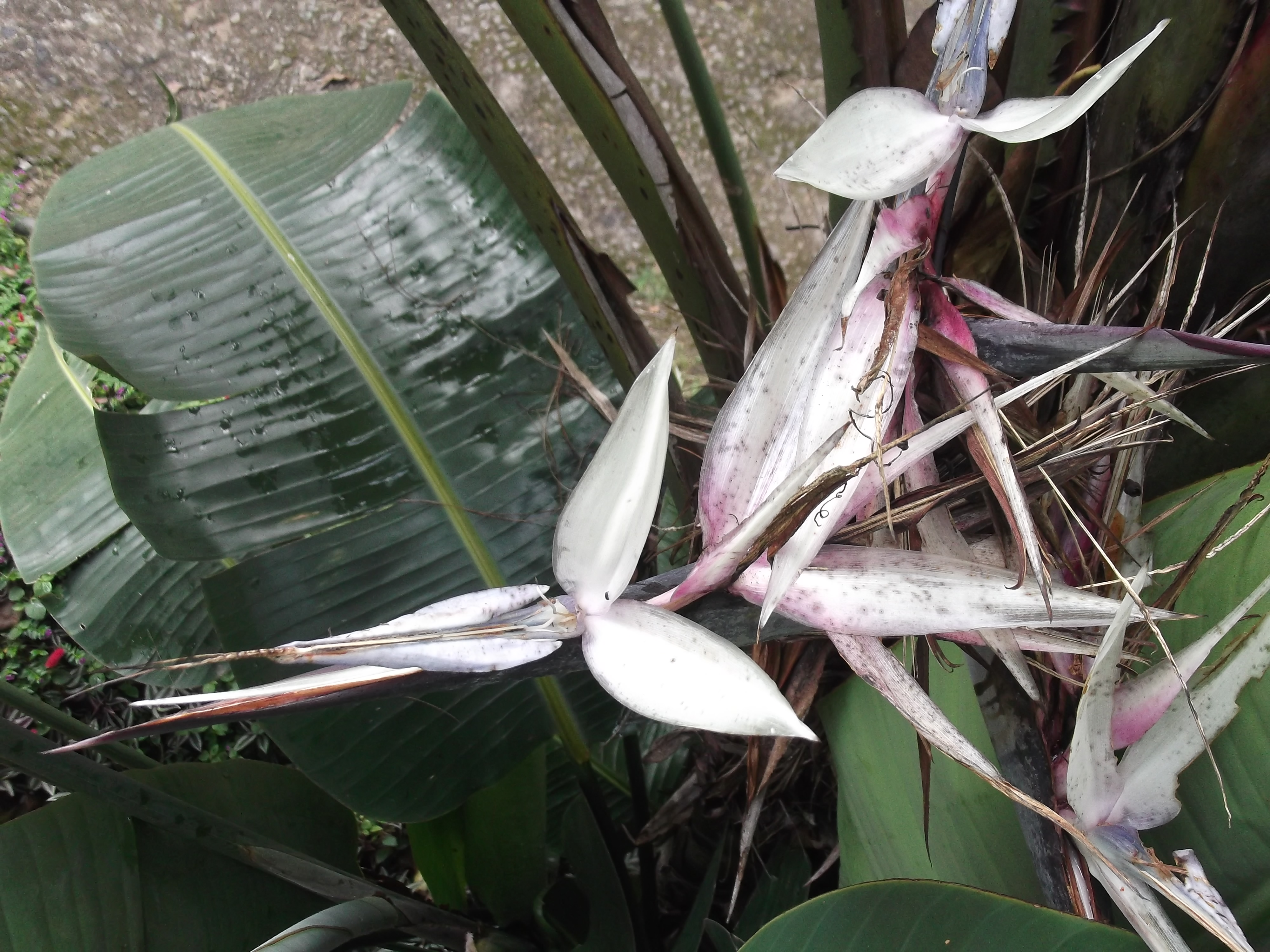
Вигляд квіток зверху

Вічнозелена трав'яниста рослина заввишки 3–4 (іноді до 10) м. Корені великі та м'ясисті. Завдяки значній висоті стрелітція велична нагадує дерево, хоча її коричневий стовбур несправжній і утворений піхвами листків; у його нижній частині добре помітні листкові рубці. Крона утворена листками завдовжки до 2 м, завширшки 40–60 см, розташованими віялоподібно на довгих черешках. Листкова пластинка жорстка, шкіряста, довгасто-ланцетна, гола, на верхівці опушена, її край часто буває пошматований вітром. Жилкування пірчасте, жилки рельєфні. У період поза цвітінням стрелітція велична зовнішнім виглядом нагадує банан.
Квітконоси у цього виду відносно короткі (завдовжки 30–35 см), несуть по 2–3 суцвіття, кожне з яких складається з 5—10 квіток. Суцвіття являють собою видозмінені завитки, кожен з яких оточений покривним листком темно-фіолетового або синьо-зеленого кольору, який під час цвітіння розташований горизонтально або піднятий під незначним кутом угору. Довжина цього човникоподібного приквітка сягає 25–30 см, висота становить 6–8 см, а товщина — 4,5 см. Квіти великі, сидячі, двостатеві, зигоморфні, без запаху. Оцвітина тричленна, дворядна. Чашолистки довгасто-яйцеподібні, білі або кремово-білі, вільні, завдовжки 16—18 см, завширшки 3–3,5 см. Пелюстки білі, з них дві зростаються разом і утворюють своєрідну «стрілу» завдовжки 3,5 см і завширшки 1 см. Це утворення охоплює тичинки і стовпчик. Довжина тичинок сягає 3 см, а їхніх пиляків — 5—5,5 см. Плід — тригнізда розкривна коробочка. Насінини кулясті, коричневі, з принасінником, що має вигляд густого жовтогарячого опушенням з одного боку.
Число хромосом 2n = 22.
Як і в інших представників роду, усі частини цієї рослини мають слабкі отруйні властивості.

## Екологія
Світло-, тепло- та помірно вологолюбний вид. В природі зростає по берегах річок, в захищених від вітру ущелинах. Віддає перевагу добре дренованим, поживним ґрунтам.
Стрелітція велична може квітнути цілорічно, але в природі цвітіння найчастіше спостерігається в період з травня до липня, а плодоношення — з листопада до лютого. Запилення в природі відбувається за допомогою нектарок Cinnyris afer та Cinnyris chalybeus, які сідають на приквіток, щоб поласувати нектаром, а в цей час пиляки вистрелюють в них пилком.
Окрім насіннєвого можливе вегетативне розмноження поділом куща.

## Поширення
Первинний ареал стрелітції величної охоплював Східну і Західну Капські провінції Південно-Африканської Республіки. Сучасний стан диких осередків цього виду викликає занепокоєння, оскільки колекціонери рослин викопують кореневища та збирають насіння, внаслідок чого в автохтонних популяціях практично немає молодих особин.
Натомість поза межами природного ареалу стрелітція велична акліматизована в багатьох тропічних країнах, а в помірному поясі досить часто вирощується в оранжереях.

## Застосування
Стрелітція велична має привабливий вигляд як під час цвітіння, так і поза ним, тому її часто вирощують в тропічних і субтропічних регіонах. Втім, враховуючи значний розмір цього виду, висаджують його переважно на відкритих ділянках: паркових галявинах, вуличних газонах тощо. В Європі вирощується з 1791 року, коли цю рослину було висаджено в Королівських ботанічних садах в К'ю. В помірних регіонах з демонстраційною метою вирощують в оранжереях, але на відміну від стрелітції королівської досить рідко культивують у кімнатах. До того ж квіти стрелітції величної менш яскраві і розташовані на коротких квітконосах, тому практично не придатні для зрізування і складання букетів.

### Вирощування
Вимоги щодо вирощування у цього виду такі ж самі, як і в стрелітції королівської. Найкращий час для посіву насіння — рання весна. Посів здійснюють на глибину 2–2,5 см у пухку, поживну суміш з рівних частин землі, торфу і піску. Оптимальна температура для проростання насіння — 20–25 °C. Після появи другого листка рослини обережно пересаджують у більший горщик, протягом перших 2–3 років утримують за постійної температури 18–20 °C. Після досягнення трирічного віку до саджанців застосовують зимове пониження температури до 12–14 °C. Рослини поливають помірно, а під час появи пуп'янків та квіток — рясно. Під час цвітіння не підживлюють, в період відносного спокою підживлюють щодекади повним мінеральним добривом і 0,05% розчином борної кислоти (10 г/м³ ґрунту).

## Синоніми
- Heliconia alba L.f.
- Heliconia augusta Salisb.
- Strelitzia alba subsp. augusta (Thunb.) Maire & Weiller
- Strelitzia angusta D.Dietr.
- Strelitzia augusta Thunb.[2]